# Rietveld Schröderhuis
Het Rietveld Schröderhuis is een door Truus Schröder-Schräder en Gerrit Rietveld in 1923-1924 ontworpen woonhuis in de stad Utrecht. Het huis is gebouwd in de beeldtaal die door het tijdschrift De Stijl van Theo van Doesburg werd gepropageerd. Rietveld ontwierp het huis voor Truus Schröder-Schräder, die er van januari 1925 tot haar dood in 1985 heeft gewoond. Het huis bevindt zich op het adres Prins Hendriklaan 50 in de buurt Wilhelminapark en is te bezichtigen via een rondleiding. Het staat sinds 2000 op de Werelderfgoedlijst van de UNESCO.

## Voorgeschiedenis
Nadat Gerrit Rietveld in opdracht enkele verbouwingen had gerealiseerd, was het Rietveld Schröderhuis zijn eerste ontwerp voor een compleet nieuw woonhuis, inclusief de inrichting. Het werd ontworpen in nauwe samenspraak met opdrachtgever en enige permanente bewoner, Truus Schröder-Schräder. Schröder wilde na het overlijden van haar man in 1923 eigenlijk weg uit Utrecht naar Amsterdam om dichter bij haar zus te wonen. Zij vroeg Rietveld haar te helpen zoeken naar een geschikt huis voor haar en haar drie kinderen, maar zowel Schröder als Rietveld konden niets geschikts vinden. Ten slotte heeft Rietveld haar voorgesteld een nieuw huis te bouwen. Beiden gingen afzonderlijk op zoek naar een geschikte bouwkavel en beiden kwamen uit op een kavel aan de Prins Hendriklaan in Utrecht. Deze kavel was gesitueerd aan de toenmalige stadsrand tegen een blok van vier woningen, met aan de andere kant het vrije polderlandschap.

## Uitgangspunten
Na een eerste ontwerp van Rietveld, dat niet de goedkeuring van Schröder kon wegdragen, is het duo verdergegaan aan de hand van ideeën die Schröder had over wonen. De kern ervan werd gevormd door soberheid, niet geleefd worden, maar leven. Eén aspect daarvan is het vrije gevoel dat Schröder kreeg door letterlijk weg te gaan van het aardse en te stijgen naar een verdieping of zelfs een zolder, zoals zij eens in de woning van een vriendin had ondervonden. Dat is terug te vinden in de situering van de leefruimten: de woonkamer en de slaapkamers zijn op de verdieping geplaatst. Ook wilde Schröder dat er in alle kamers een gas-, water- en lichtaansluiting was, ruimte voor een bed, en een deur naar buiten. Dit kwam later van pas toen ze kamers op de begane grond verhuurde aan studenten.
Rietveld maakte van deze opdracht dankbaar gebruik om de uitgangspunten van De Stijl, wat architectuur betreft, zoals deze in 1923 op de tentoonstelling in galerie L'Effort Moderne in Parijs gepresenteerd werden, in praktijk te brengen. Deze uitgangspunten worden duidelijk aan de hand van een aantal punten uit Theo van Doesburgs manifest 'Tot een beeldende architectuur' dat in hetzelfde jaar dat het Rietveld Schröderhuis voltooid werd, verscheen in nummer 6/7 van De Stijl ter gelegenheid van deze tentoonstelling:
8. De plattegrond. — De nieuwe architectuur heeft den wand doorbroken en zoodoende de gescheidenheid van binnen en buiten te niet gedaan. De wanden dragen niet meer ; zij zijn tot steunpunten teruggebracht. Hierdoor ontstaat een nieuwe, open plattegrond, totaal verschillend van de klassieke, daar binnen- en buitenruimten elkaar doordringen.
Rietveld maakte de bovenverdieping van het Rietveld Schröderhuis variabel door in plaats van vaste wanden schuifwanden toe te passen.
11. De nieuwe architectuur is anti-kubisch, d. w. z. zij streeft er niet naar, de verschillende functioneele ruimte-cellen in één gesloten kubus samen te vatten, maar zij werpt de functioneele ruimte-cellen (alsmede luifel-vlakken, balkon-volumen enz.) uit het middelpunt der kubus naar buiten, waardoor hoogte, breedte en diepte + tijd tot een geheel nieuwe plastische uitdrukking in de open ruimten komen. Hierdoor krijgt de architectuur (voor zoover dit constructief mogelijk is — opgave der ingenieurs !) een min of meer zwevend aspect, dat bij wijze van spreken, tegen de zwaartekracht der natuur ingaat.
13. In tegenstelling met de frontaliteit door een starre, statische levensopvatting gehuldigd, biedt de nieuwe architectuur een plastische rijkdom van alzijdige tijdruimtelijke werking.
15. De nieuwe architectuur is anti-décoratief. De kleur (en dit moeten de kleuren-schuwen trachten te beseffen !) is niet een versierend of ornamentaal, maar een organisch uitdrukkingselement der architectuur geworden.

## Ontwerp

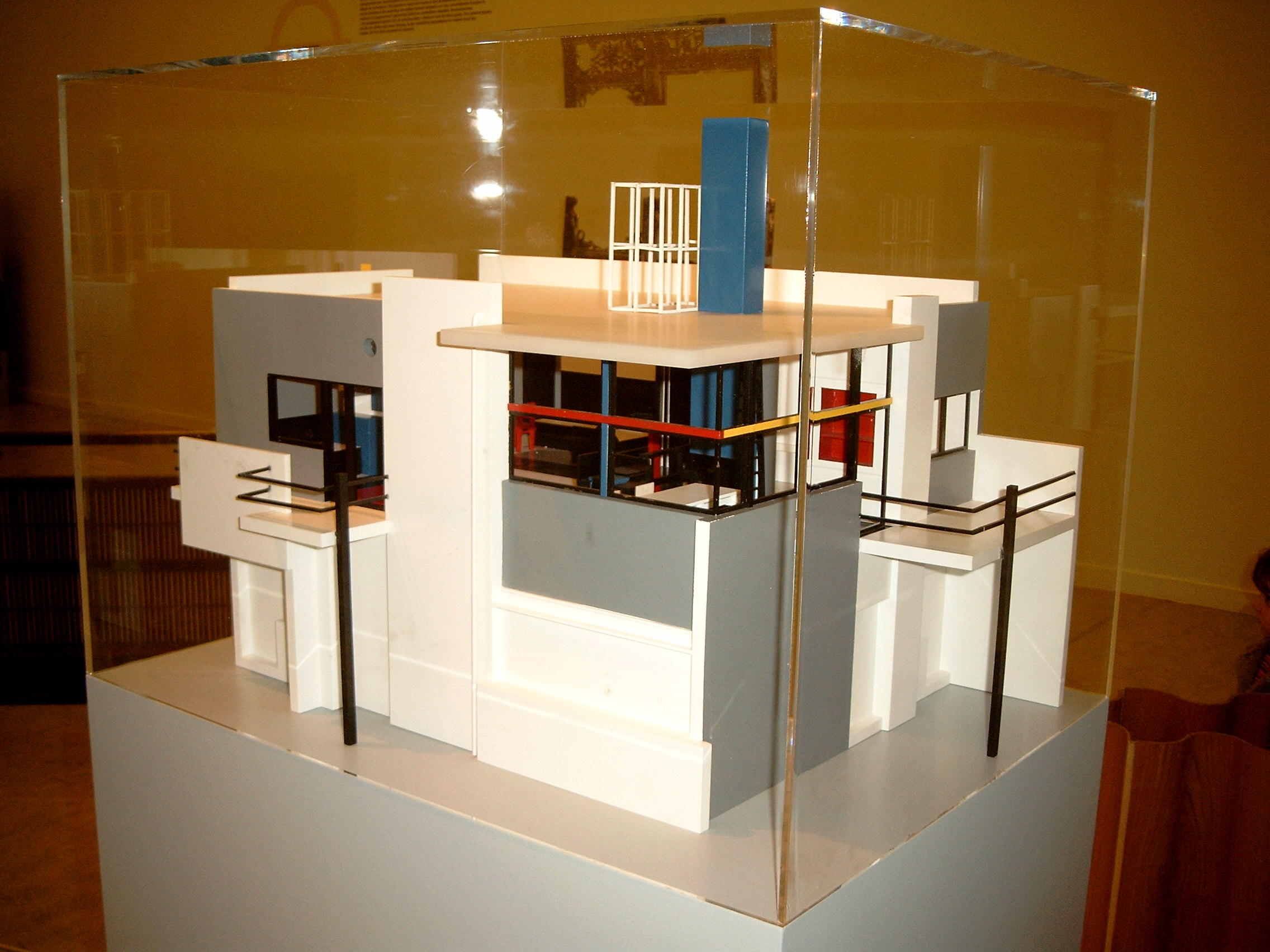
Maquette van het huis

Nadat Rietveld en Schröder samen de plattegronden van alle ruimten hadden bepaald, ging Rietveld aan de slag met een tweede ontwerp. Ook dit ontwerp kon Schröder niet bekoren: het was een rechthoekig volume met gaten (vensters), waarbij het volume nog steeds de vensterpartijen overheerste. Rietveld werd hierdoor gemotiveerd om met een vervolgontwerp te komen, in eerste instantie een schets. Op deze schets is de ommekeer van het ontwerp te zien: overgangen van binnen naar buiten die omsloten werden door een stelsel van horizontale en verticale elementen. Deze versie werd door Schröder goedgekeurd en door Rietveld verder uitgewerkt.

## Bouwvergunning
De bestektekening die Rietveld vervolgens heeft gemaakt om een bouwvergunning te verkrijgen, toont iets totaal anders dan Schröder en Rietveld in gedachten hadden: de ruimten op de benedenverdieping werden ingevuld als een gangbaar huis, met alle benodigde voorzieningen daarin. De tekening van de bovenverdieping, die zolder werd genoemd, laat niet zien dat er sprake is van verschillende ruimtes met schuifwanden daartussen. Naast deze 'truc' zei Rietveld nog een tweede 'truc' toegepast te hebben om de bouwvergunning te verkrijgen: in de tekening van het zijaanzicht van de woning heeft hij de daklijn van het naastgelegen woningblok verticaal gearceerd opgevuld als een aflopend pannendak, terwijl het horizontaal gearceerd had moeten zijn, wat een gemetselde muur aangeeft. Hij grapte later dat hij die fout met opzet had gemaakt om te suggereren dat ook het Rietveld Schröderhuis een schuin dak heeft, maar de andere twee aanzichten hebben natuurlijk geen schuin dak. De bouwvergunning werd uiteindelijk zonder verdere eisen of plichten verkregen.

## Uitvoering

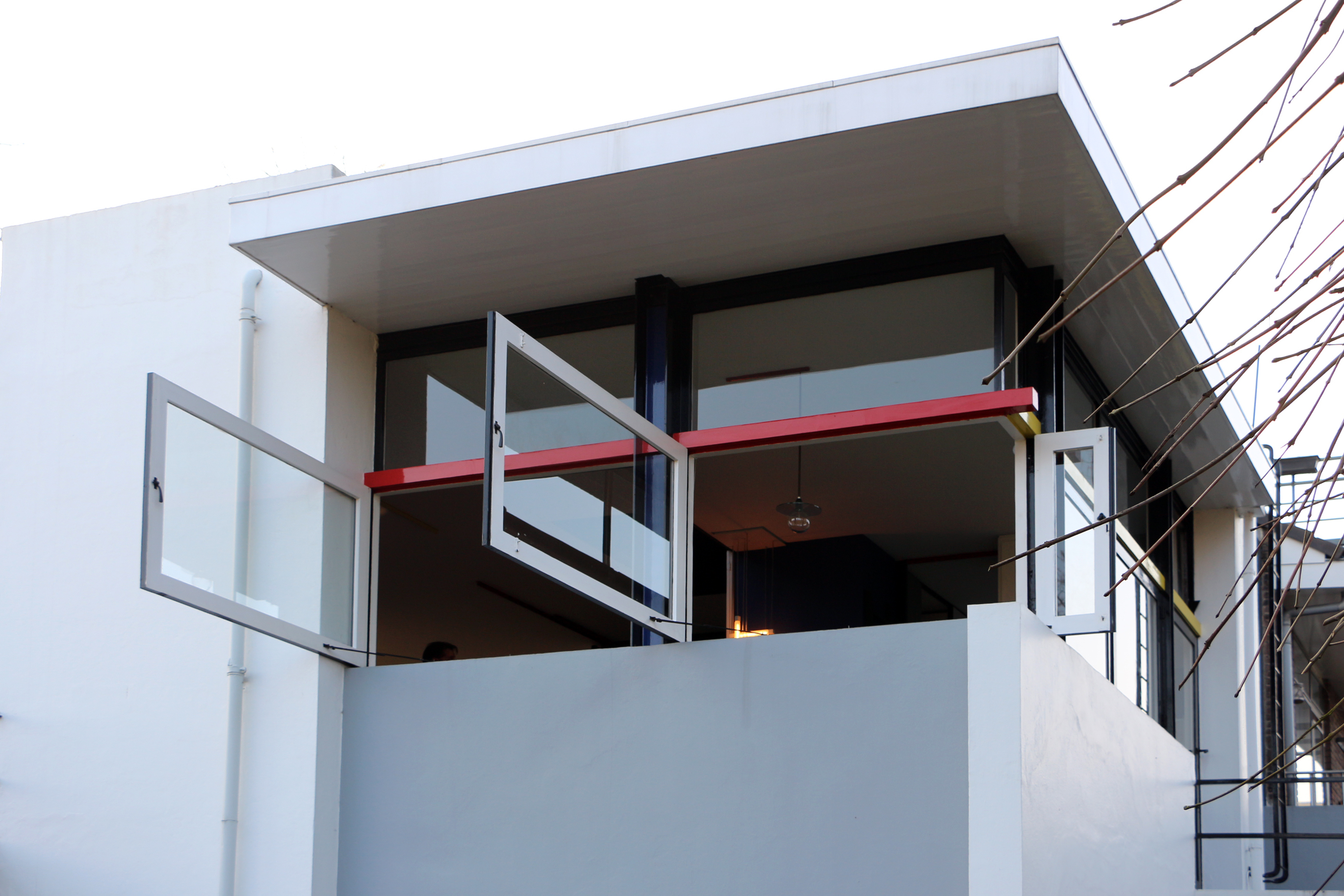
Esthetisch detail met hoekramen

Uit de werktekeningen die Rietveld heeft gemaakt net voor en tijdens de bouw van het huis, blijkt dat Rietveld uit de meubelmakerswereld komt. In de bouw is het namelijk gangbaar werktekeningen in de schalen 1:1 en 1:20 uit te voeren, Rietveld had ze 1:10 en 1:25 gemaakt.
De tekeningen die Rietveld heeft gebruikt voor de aanvraag van de bouwvergunning, zijn grotendeels gelijk aan hetgeen daadwerkelijk is uitgevoerd. Zo zijn er bijvoorbeeld op sommige plaatsen draairamen geplaatst in plaats van de uitklapbare ramen die waren getekend. Veel vormen en details werden ook pas op de bouwplaats bepaald, door een schets die Rietveld maakte op een stukje karton of een plankje. Rietveld was veelvuldig op de bouwplaats aanwezig en als hij er niet was, ging er weleens iets mis, omdat de vaklieden niet gewend waren aan de onconventionele methoden die Rietveld gebruikte om dit huis te realiseren.
Aanvankelijk wilde Rietveld het huis uit geprefabriceerde betonelementen bouwen. Het bleek echter veel te duur om die elementen voor slechts één woning te laten uitvoeren. Het resultaat is dat alleen de fundering en de balkons van gewapend beton zijn, de overige dichte bouwdelen zijn metselwerk dat vervolgens van een stuclaag is voorzien. Op de verdieping zijn naast de buitenmuren stalen kolommen toegevoegd, omdat hier geen dragende binnenmuren zijn toegepast (en het dakvlak te groot is om in één keer te overspannen).

## Stijl
Het huis is strak, sober en een aaneenschakeling van horizontale en verticale vlakken. In het bestek dat Rietveld voor dit bouwwerk heeft geschreven stond vaak vierkant. Muren moesten 'vierkant' worden gestuct en kozijnen dienden 'vierkant' te worden uitgevoerd. De inrichting van het huis is met deze hoofdvorm in harmonie: rechthoeken en strakke lijnen voeren de boventoon. Rietveld ontwierp later speciaal voor dit huis de zigzagstoel. Veel ruimten zijn voorzien van inbouwkasten. De woning is in het kleurgebruik aan de buitenzijde vooral sober: wit en vijf verschillende grijswaarden. In het interieur is een rijker palet gebruikt, maar nog steeds beperkt tot de primaire kleuren.

## Huidige situatie

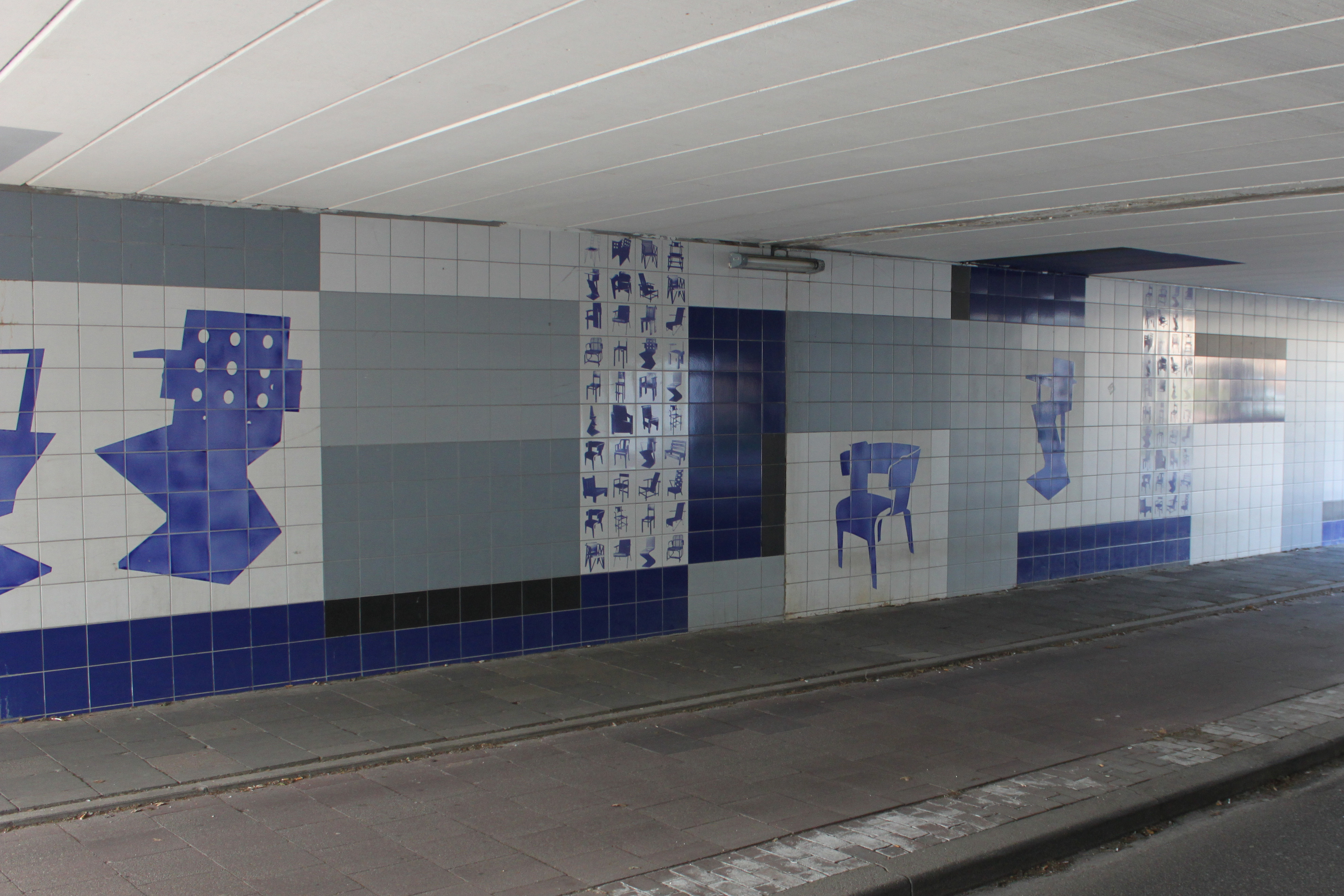
Betegeling onder het viaduct bij de Prins Hendriklaan

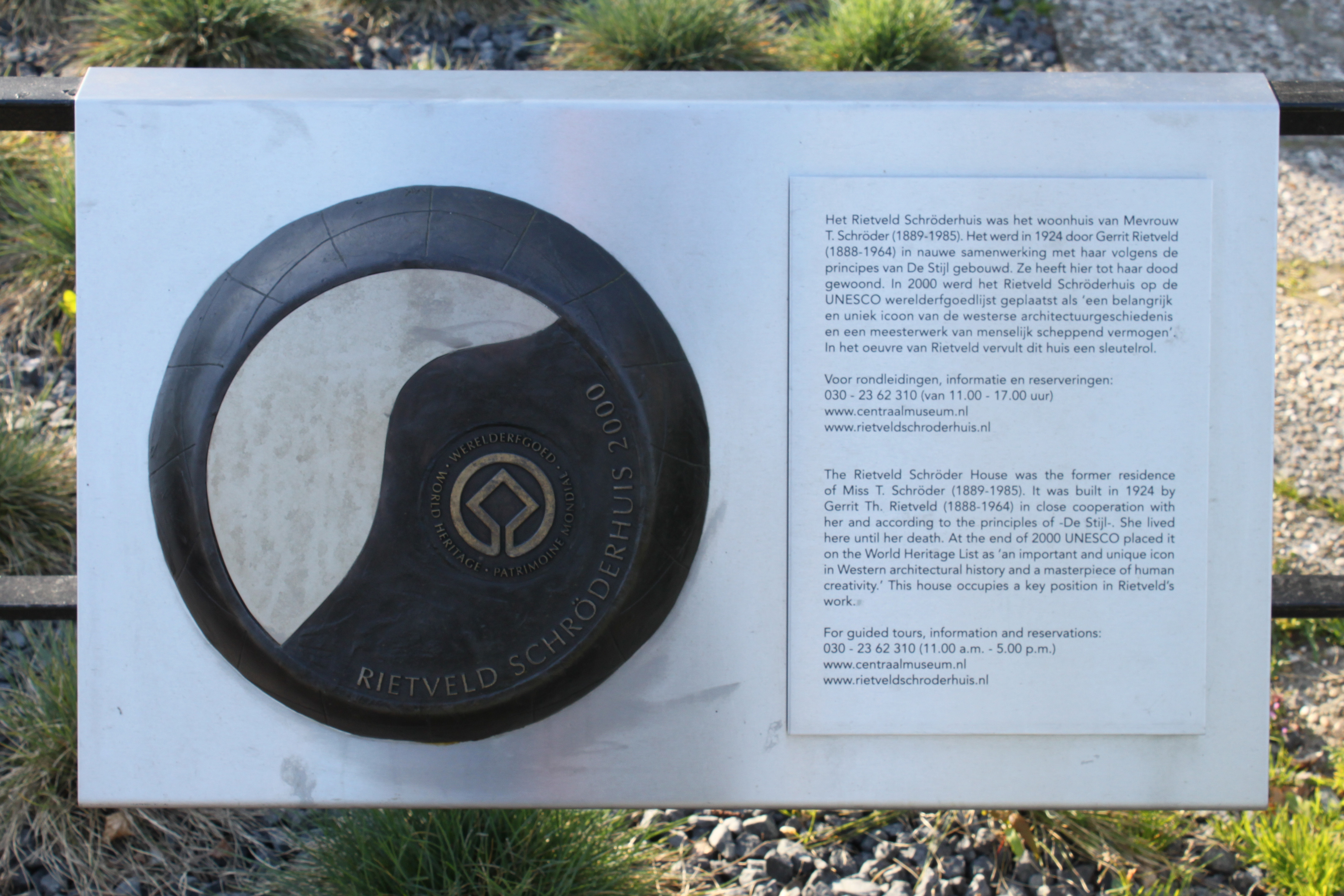
Plakkaat met het logo van UNESCO werelderfgoed bij het huis

In de loop van de tijd zijn er enkele zaken aan en om het huis veranderd. In het huis zijn bijvoorbeeld extra bedden geplaatst, is vloerbedekking vervangen door rubber en linoleum, en ook zijn er kasten verwijderd en nieuw geplaatst. Alles omdat Schröder of Rietveld dit nodig achtten voor hun dagelijks leven (Rietveld had zijn kantoor op de benedenverdieping en is na de dood van zijn echtgenote bij Schröder ingetrokken). Tevens is er in 1937 een extra kamer boven op het dak gebouwd (verwijderd in 1957), ontworpen door Rietveld, zodat mevrouw Schröder meer ruimte had en meer privacy, aangezien er veel mensen naar het huis kwamen kijken. Deze kamer is tijdens een eerdere restauratie van het huis afgebroken. Na de dood van Schröder in 1985 is het huis gerestaureerd door Bertus Mulder. Het huis is toen weer in de oorspronkelijke staat gebracht waarin Rietveld en Schröder het in de jaren twintig hebben gebouwd. Rondom het huis zijn de wijzigingen dramatischer van aard: eerst was er een weids uitzicht (reden voor Schröder om voor deze locatie te kiezen), in de huidige situatie loopt vlak bij het huis een vierstrooks autoweg (Waterlinieweg) met een viaduct over de Prins Hendriklaan. Doordat het huis daarmee in een 'kuil' kwam te liggen, vond Rietveld dat het zijn ruimtelijke betekenis had verloren en het maar afgebroken moest worden. Het viaduct is aan de onderzijde na 2000 betegeld met daarop in blauw allerlei stoelen van Rietveld. Het kunstwerk heeft de toepasselijke naam Sitting in blue en is van de hand van Berkman en Janssens.
In 2000 is het Rietveld Schröderhuis op de UNESCO Werelderfgoedlijst geplaatst. Momenteel is de woning in beheer bij het Centraal Museum. Dit museum verzorgt rondleidingen door het gebouw en heeft daarnaast een uitgebreide collectie door Rietveld ontworpen meubelen, waarvan een gedeelte (waaronder de bekende rood-blauwe stoel) ook in het Rietveld Schröderhuis is te zien. Deze rondleidingen zijn de enige manier om het huis te bezoeken. Zelfstandig naar binnen gaan is niet mogelijk, vooraf moet een kaartje worden gekocht en een tijd gereserveerd op de webstek van het huis.
In 2008 liep in het huis een theatervoorstelling over de relatie tussen Rietveld en mevrouw Schröder door Theatergroep Koper getiteld Rietveld: Zitten is een werkwoord. Het publiek zat buiten het huis met een koptelefoon op en kon zo het spel volgen.

## Fotogalerij

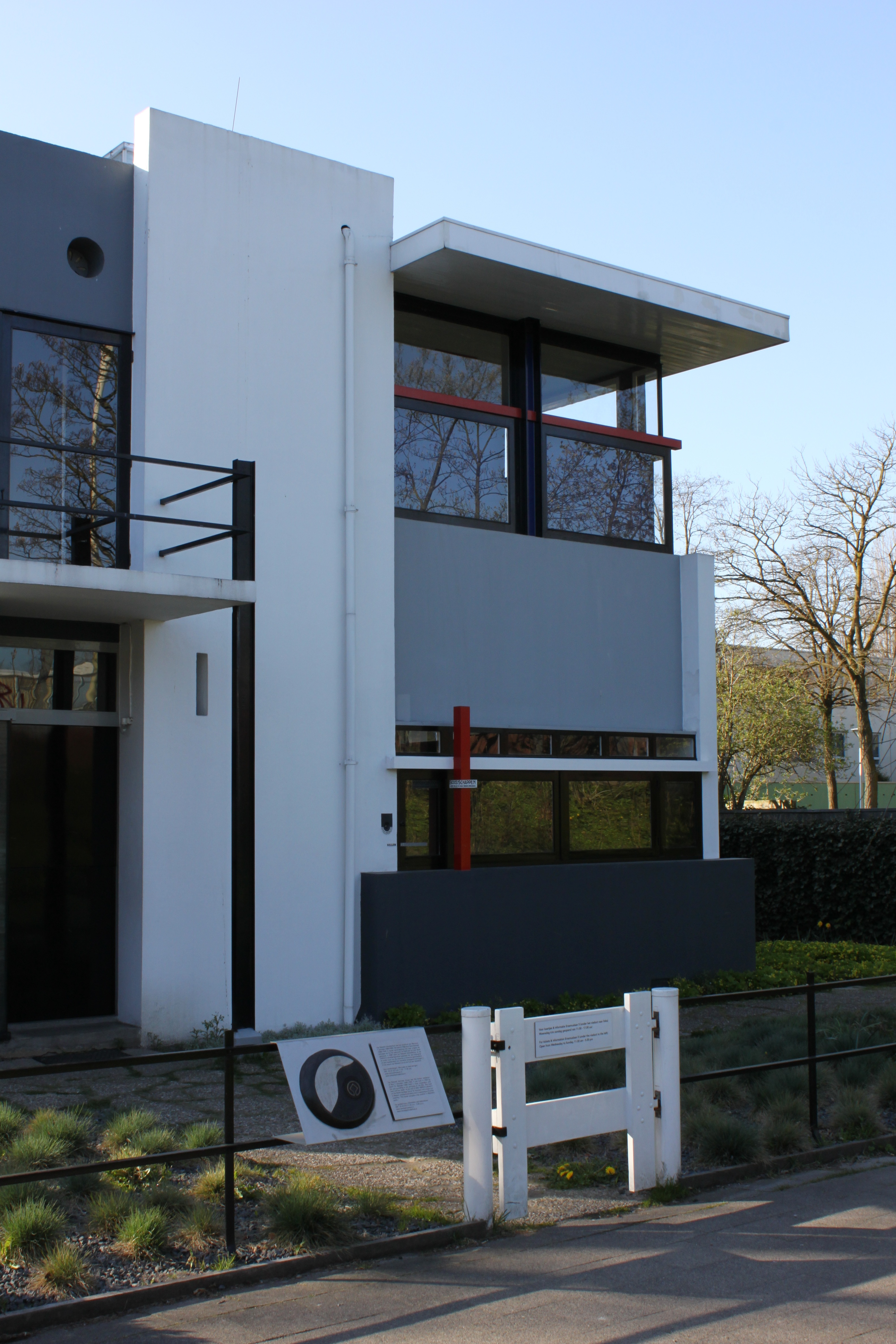
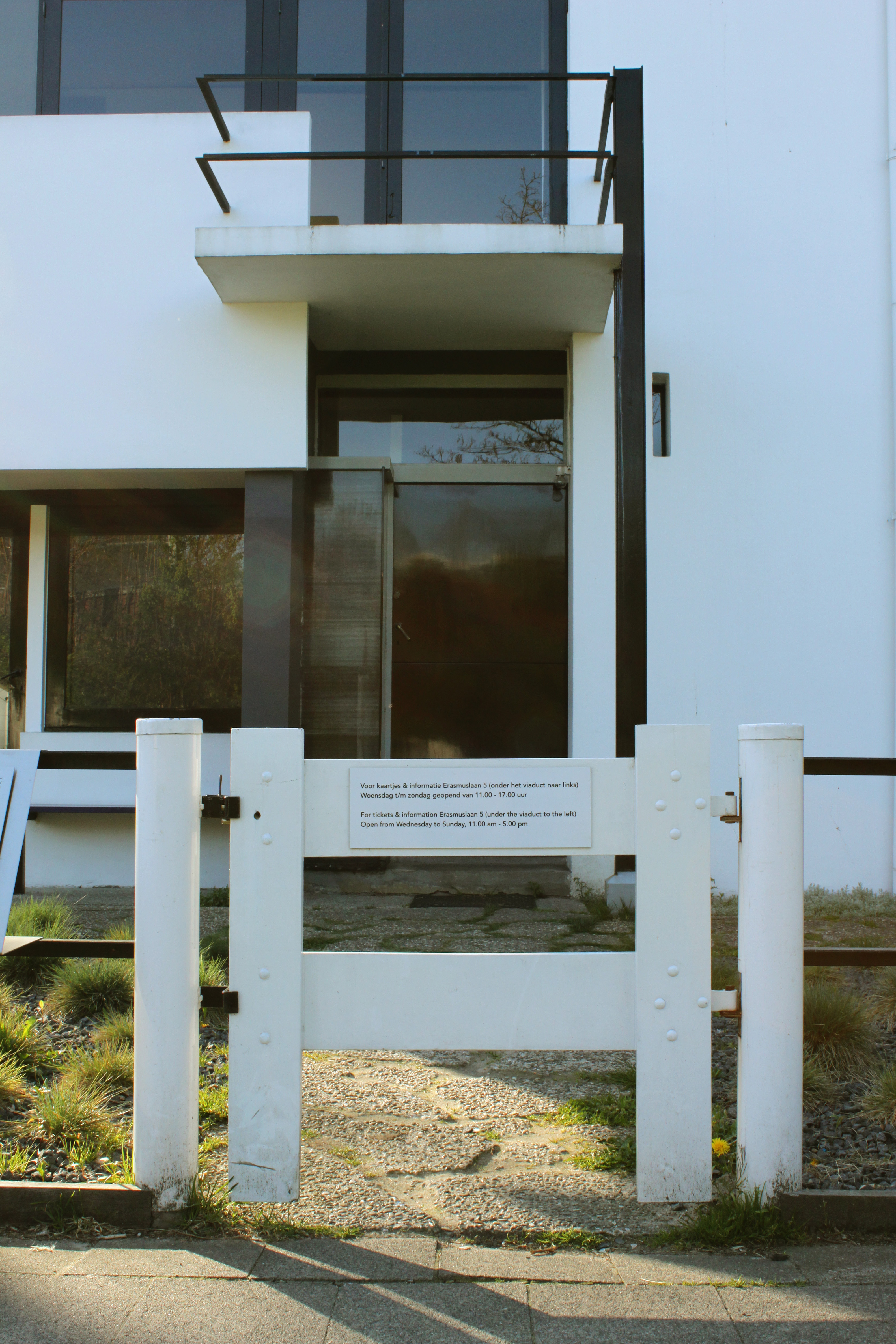
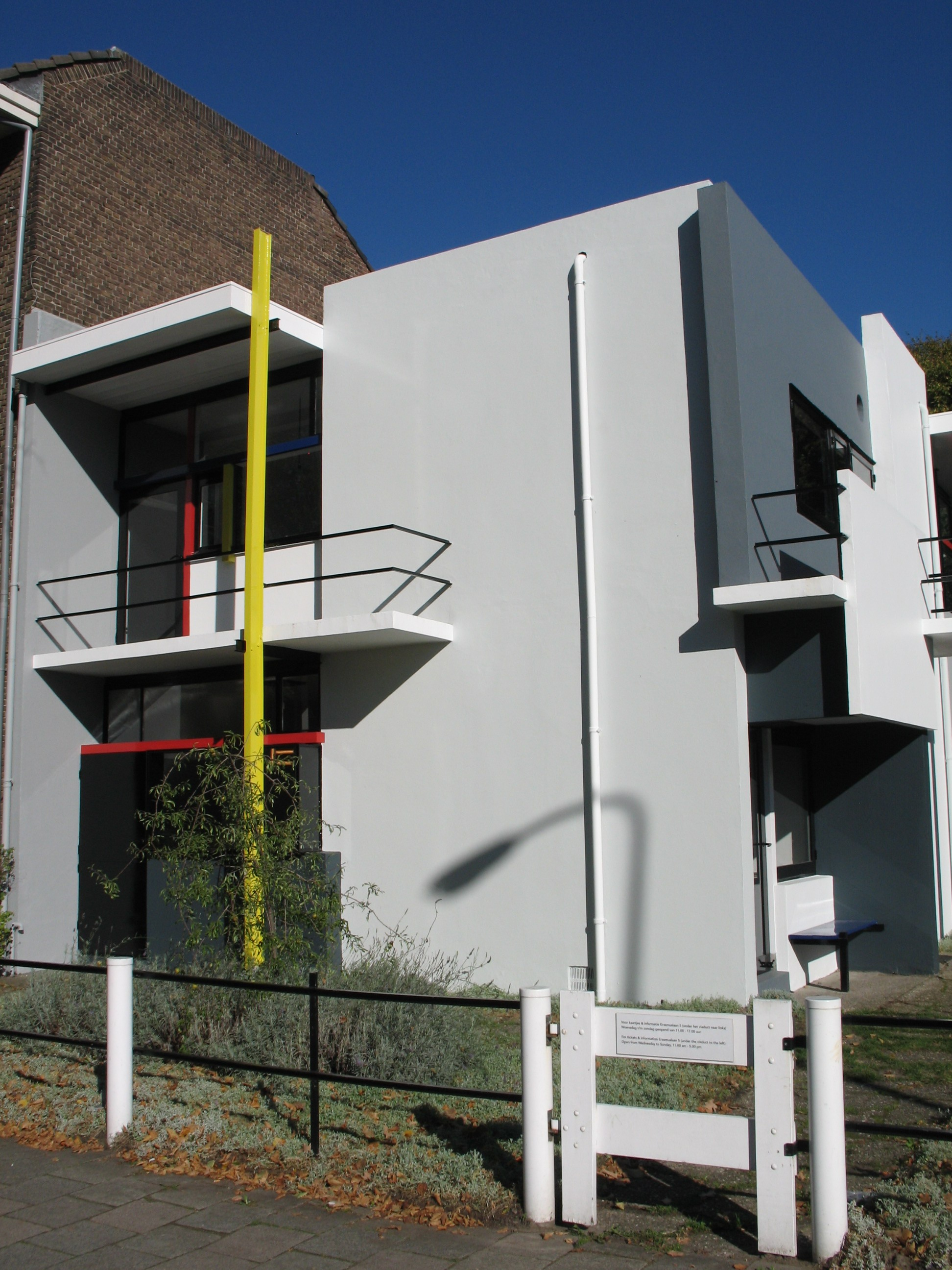
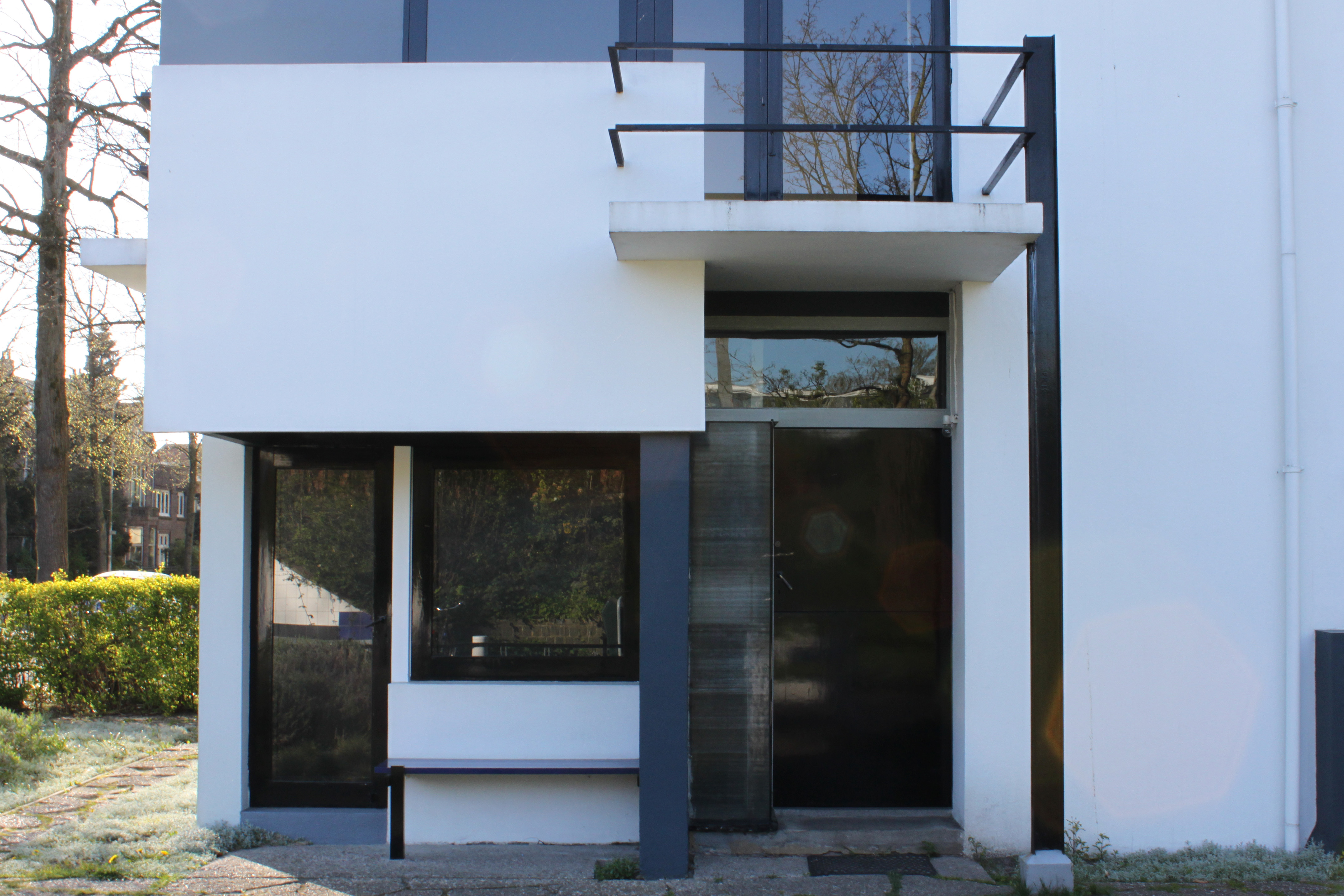
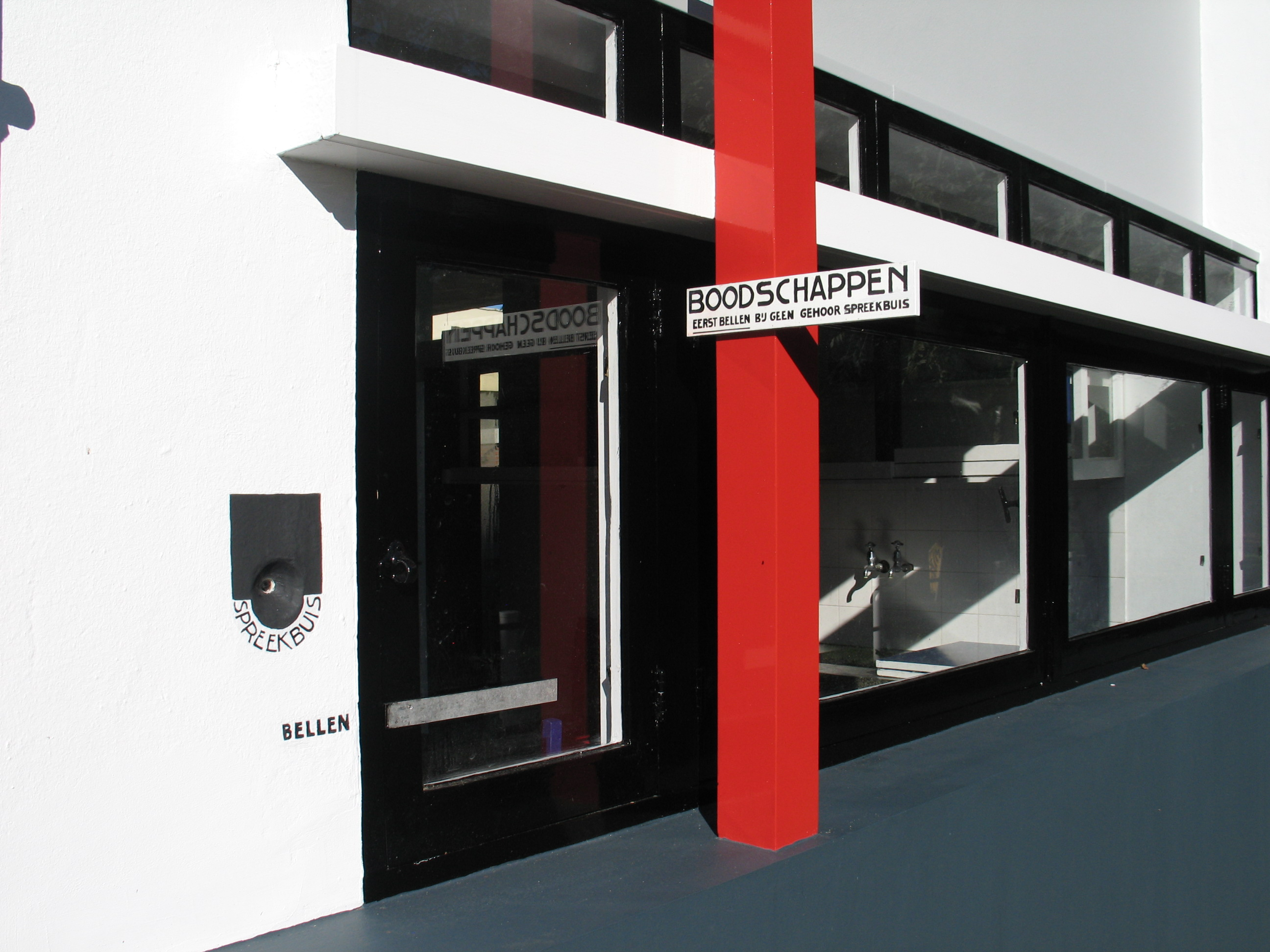
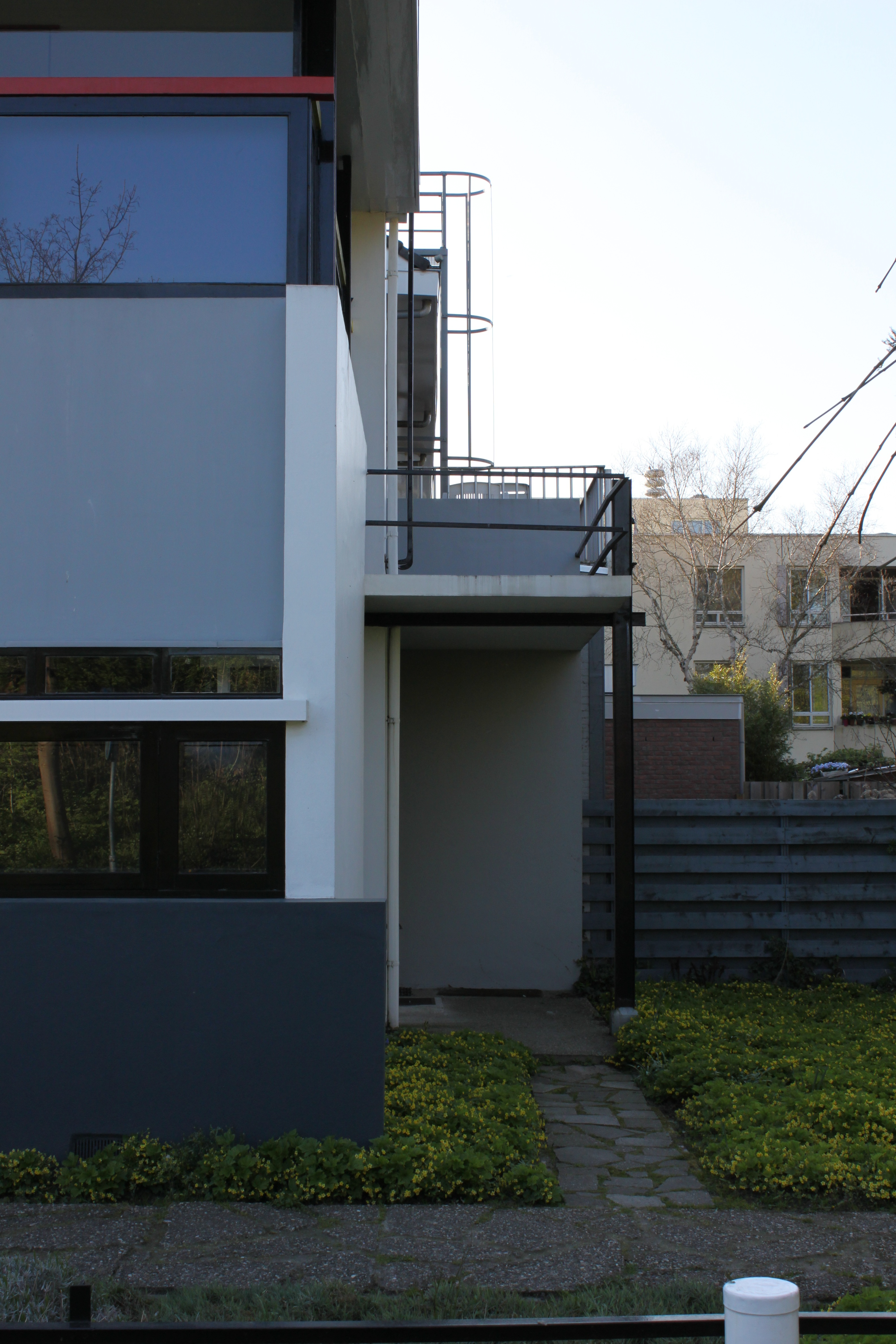
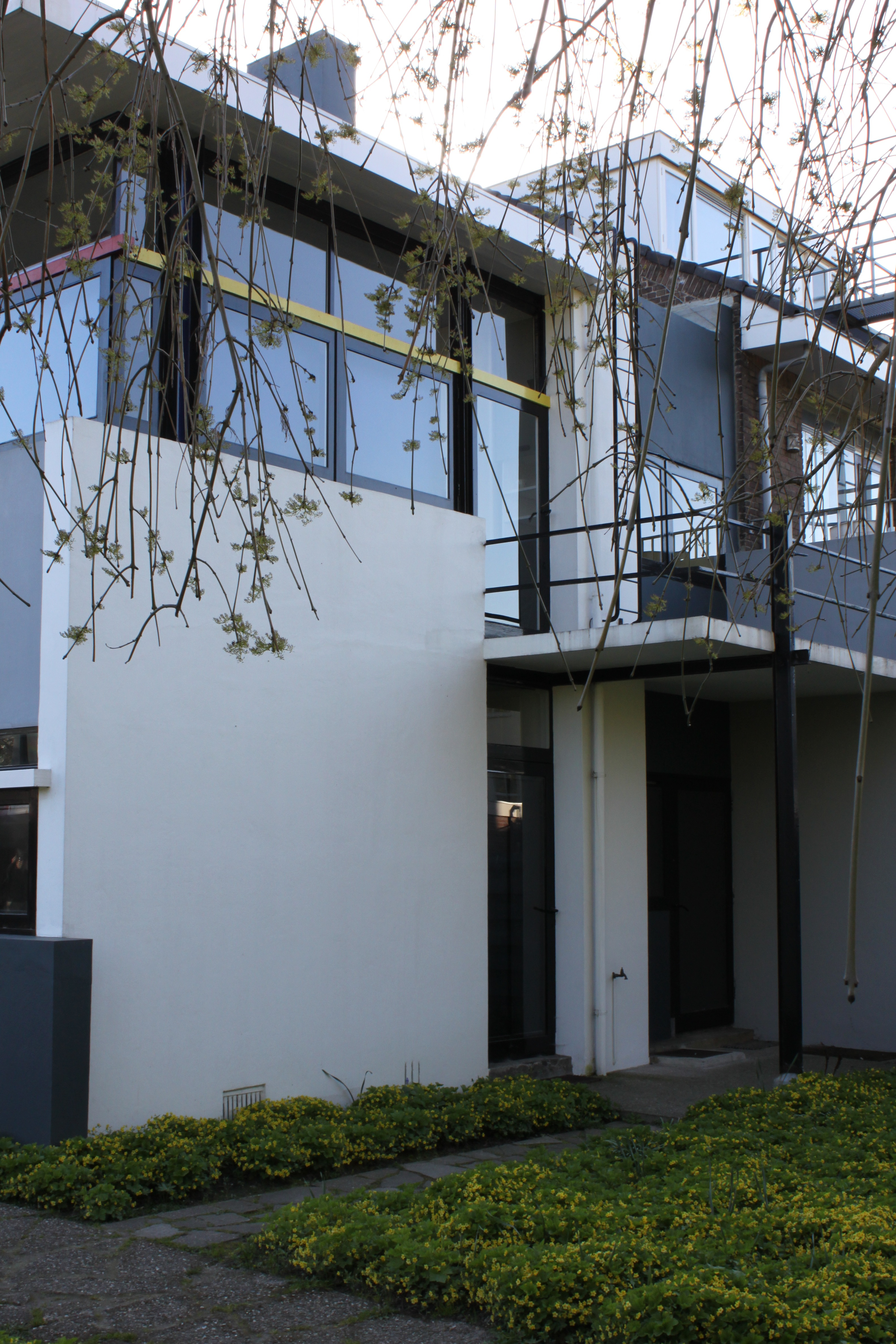
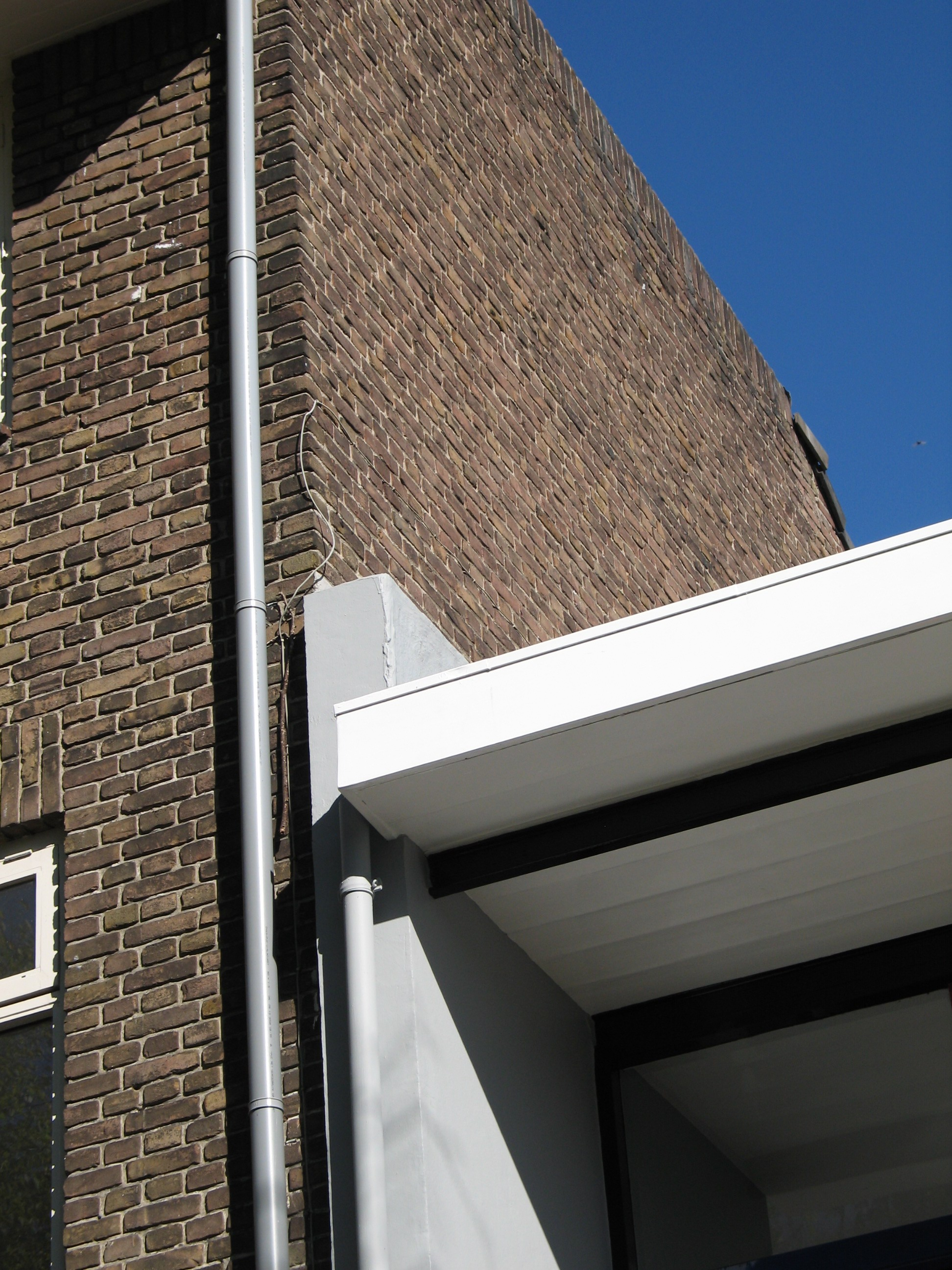